# Araucaria cunninghamii
Araucaria cunninghamii Mudie è una conifera appartenente alla famiglia Araucariaceae, diffusa in Australia e Nuova Guinea.